# Jacek Nowak
Jacek Nowak (ur. 10 sierpnia 1957 w Poznaniu) – polski duchowny katolicki, pallotyn, teolog, prof. dr. hab.
Święcenia prezbiteratu otrzymał 8 maja 1983 w Ołtarzewie. Specjalizuje się w liturgice. Pełni funkcję kierownika Katedry Teologii Liturgii w Instytucie Teologii Uniwersytetu Kardynała Stefana Wyszyńskiego w Warszawie. 

## Ważniejsze publikacje
- Apostolski wymiar liturgii : studium teologiczno-liturgiczne w świetle Konstytucji "Sacrosanctum Concilium" (1997)
- Prawo w służbie wydarzeń zbawczych : zarys prawodawstwa liturgicznego (2004)
- Maryja w liturgii i pobożności kościoła  (2009)